# Oriana Schrage
Oriana Schrage (anhörenⓘ; * 28. Dezember 1977 in Ashkelon, Israel) ist eine deutsch-brasilianisch-schweizerische Film- und Theaterschauspielerin.

## Leben und Karriere
Schrage ist die Tochter eines deutschen Biologen und einer brasilianischen Lehrerin. Sie wuchs hauptsächlich in Köln auf, lebte aber zwischenzeitlich in verschiedenen Ländern. Sie hat die deutsche, israelische, brasilianische und schweizerische Staatsbürgerschaft.
Ihr Schauspielstudium absolvierte sie an der HMT (heutige Zürcher Hochschule der Künste). Sie spielt Theater und in Filmen, arbeitet als Sprecherin für Hörbücher, Dokumentarfilme und der wöchentlichen Wissenschaftssendung Einstein und macht Lesungen und Moderationen.
Ihre erste Filmrolle an der Seite von Lavinia Wilson spielte sie 1996 in dem Liebesdrama Das erste Mal von Connie Walther.
Seit 2010 arbeitet sie als Sprecherin für die Schweizerische Blindenbibliothek und im Sprecherpool des Schweizer Fernsehsenders SRF. Seit Januar 2017 ist sie mit dem Theaterstück „Dickhäuter“, das 2017 den renommierten Mülheimer KinderStücke Preis gewann, auf Tournee. Das Stück haben die Schauspieler Oriana Schrage und Romeo Meyer sowie der Musiker Andi Peter und die Regisseurin Brigitta Soraperra gemeinsam mit der Autorin Tina Müller entwickelt. In ähnlicher Konstellation haben sie bereits 2005 das Stück „Türkisch Gold“ entwickelt. 
Mit dem Bachelor-Abschlussfilm 2017 „Fast alles“, in dem Oriana Schrage an der Seite von Michael Neuenschwander die Hauptrolle spielt, überzeugte Lisa Gertsch die Academy in Los Angeles und wurde in der Sektion „Narrative - International Film Schools“ mit dem Silbernen Studenten-Oscar ausgezeichnet. Die Verleihung fand am 11. Oktober 2018 im Samuel Goldwyn Theatre in Los Angeles statt.

## Filmografie (Auswahl)
- 1996: Das erste Mal (Spielfilm)
- 1997: Stadtklinik, Episodenhauptrolle (Serie)
- 1998: SK-Babies, Episodenrolle (Serie)
- 1999: Die Wache, Episodenhauptrolle (Serie)
- 1999: Fast nackt, Hauptrolle (Kino)
- 2007: Der Freund, Nebenrolle (Kino)
- 2008: Die Standesbeamtin, Hauptcast (Kino)
- 2009: 180°, Nebenrolle (Kino)
- 2009: Giulias Verschwinden, Nebenrolle (Kino)
- 2012: Dead Fucking Last, Hauptrolle (Kino)
- 2012: Schulanfang, Achtung Kinder!, Hauptrolle (Kurzfilm)
- 2014: Vaterjagd, Hauptrolle (TV)
- 2014: Der Landesverrat, Nebenrolle (Dokufiction)
- 2015: Ein Atem, Nebenrolle, Kino.
- 2016: Alles Klara; Episodenrolle. Lotto; Nebenrolle, TV.
- 2017: Vakuum; Hauptrolle (Kino), Regie Christine Répond.
- 2017: Fast Alles, Kurzfilm ZHDK. Regie: Lisa Gertsch.
- 2018: Wolkenbruchs wunderliche Reise in die Arme einer Schickse
- 2018: Wir sind doch Schwestern
- 2024: WaPo Bodensee, Episodenhauptrolle (Serie)